# Haim Goren

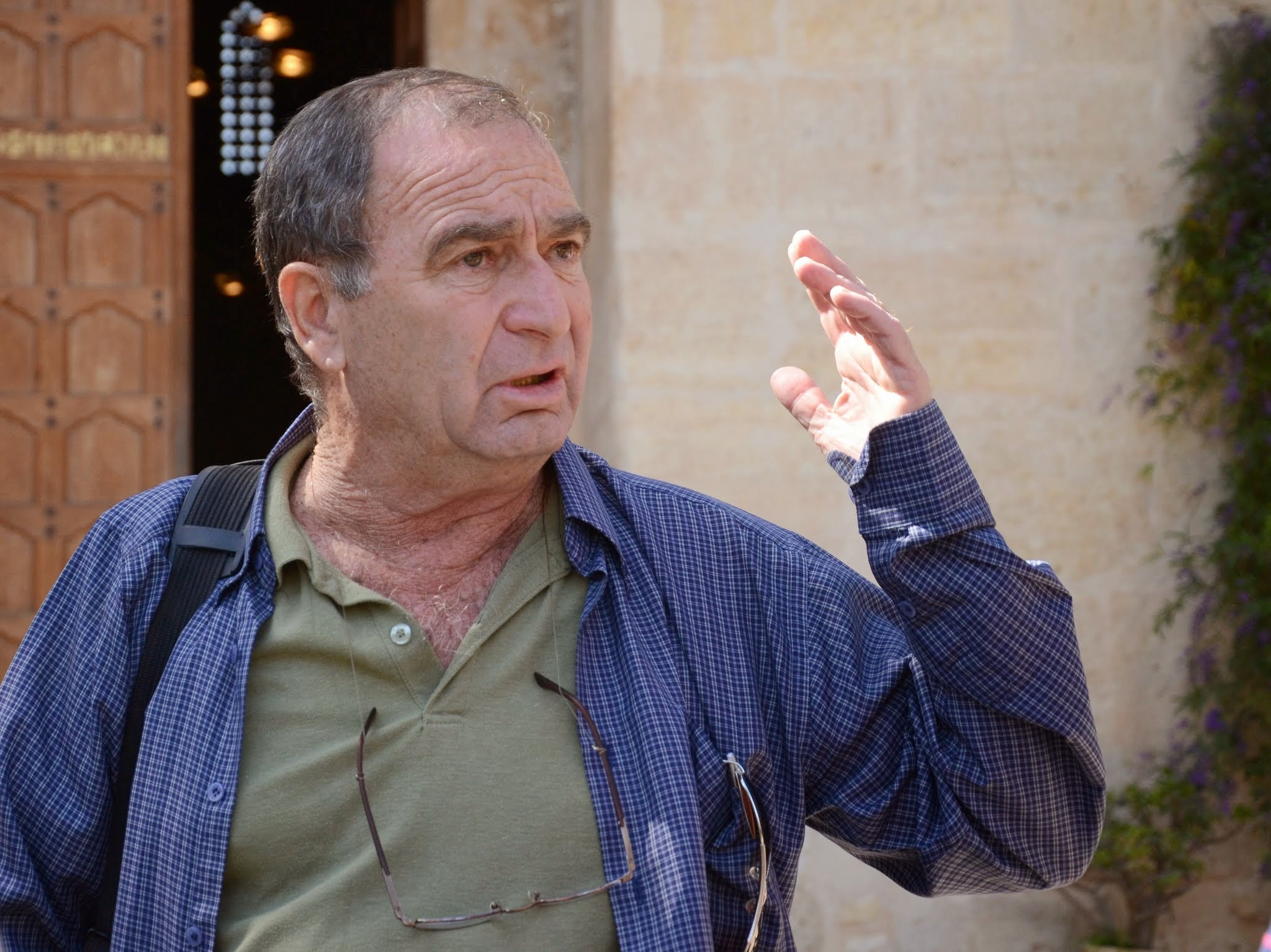
Haim Goren (2011)

Haim Goren (auch Chaim, hebräisch חַיִּים גּוֹרֶן Chajim Gōren; * August 1946; † 1. März 2025 in Rosch Pina, Israel) war ein israelischer Historiker und Professor für Historische Geographie.

## Leben
Haim Goren erwarb seinen Bachelor-Abschluss an der Universität Haifa (1982/3–1983/4) in Eretz-Israel-Studien und dem B.A.-Programm für Honor-Studenten und schloss mit Auszeichnung ab. Seinen Master absolvierte er an der Hebräischen Universität Jerusalem (1983/4–1985/6) in individueller Studienrichtung zur Historischen Geographie und schloss ebenfalls mit Auszeichnung ab. Seine Promotion in Historischer Geographie schloss er 1993 an derselben Universität ab.
Ab 1997 war Goren als Senior Lecturer am Tel-Hai Academic College tätig, erhielt 2003 eine Festanstellung und wurde 2004 zum außerordentlichen Professor für Historische Geographie ernannt. 2013 folgte die Beförderung zum ordentlichen Professor. Neben seiner Lehrtätigkeit übernahm er verschiedene administrative Rollen, darunter die des Vizepräsidenten für akademische Angelegenheiten ab 2010 und die Leitung des M.A.-Programms in Galiläa-Studien ab 2012.

## Forschungsschwerpunkte
- Europäische Interessen und Beteiligung in Palästina und dem Nahen Osten im 19. Jahrhundert bis zum Ersten Weltkrieg.
- Geschichte der wissenschaftlichen Erforschung des Nahen Ostens im 19. Jahrhundert.
- Historische Geographie des Nahen Ostens während der osmanischen Periode (16. bis 19. Jahrhundert).
- Pilger und Reisende ins Heilige Land und den Nahen Osten vom Zeitalter der Kreuzzüge bis zum Ersten Weltkrieg.
- Kartographie des Nahen Ostens im 19. Jahrhundert.

## Auszeichnungen
Im Jahr 2000 erhielt Goren den Mordechai-Ish-Shalom-Preis des Yad Ben-Zvi Instituts in Jerusalem für sein Buch „Go Study the Land“.

## Mitgliedschaften
Goren war seit 2013 ordentliches Mitglied der Academia Europaea im Bereich „Human Mobility, Governance, Environment and Space“.

## Veröffentlichungen (Auswahl)
- Sacred, but Not Surveyed: Nineteenth-Century Surveys of Palestine. Imago Mundi, Band 54, 2002, S. 87–110.
- „Zieht hin und erforscht das Land“: Die deutsche Palästinaforschung im 19. Jahrhundert, Göttingen: Wallstein, 2003.
- „Echt katholisch und gut deutsch“: Die deutschen Katholiken und Palästina, 1838–1910. Göttingen: Wallstein, 2009.
- Dead Sea Level: Science, Exploration and Imperial Interests in the Near East. London: I.B. Tauris, 2011.
- „Mission, Erziehung, Gastfreundschaft und Wissenschaft: die deutschen Katholiken und Jerusalem im 19. Jahrhundert“, in: Deutschland und Deutsche in Jerusalem, Chaim Goren und Ejal Jakob Eisler (אֱיָל יַעֲקֹב אַיְזְלֶר; Hrsgg.), Jerusalem: מִשְׁכְּנוֹת שַׁאֲנָנִים, 2011, S. 226–245. ISBN 978-965-91794-0-4.
- “The German Catholic Establishment outside the Jaffa Gate: Pioneering German Catholic Activity in Palestine”, in: The Italian Jewish Cultural Centre in the Heart of Jerusalem, Ruhama Bonfil (רוּחָמָה בֹּוֹנְפִיל Rūchamah Bōnfīl; Hrsg.), Jerusalem: חֶבְרַת יְהוּדִיֵ אִיטַלְיָה לִפְעֻלָּה רוּחָנִית, 2014, S. 15–40. Keine ISBN.
- Mapping the Holy Land: The Foundation of a Scientific Cartography of Palestine. Mitautoren: Jutta Faehndrich und Bruno Schelhaas. London: I.B. Tauris, 2017.
- „The Loss of a Minute Is Just So Much Loss of Life“: Edward Robinson and Eli Smith in the Holy Land. Turnhout: Brepols, 2020.